# 名古屋市立振甫中学校
名古屋市立振甫中学校（なごやしりつ しんぽちゅうがっこう）は、愛知県名古屋市千種区北千種一丁目にある公立中学校。校名は張振甫なる人物の名前に由来する。

## 歴史
第二次世界大戦後の学制改革の時期に創立された中学校であり、1947年（昭和22年）4月に名古屋市立高見小学校を本部として借り設置された。翌年9月17日には愛知県立工業専門学校を仮校舎とし、高見小学校の教室借用を終了した。当時の通学区域は、本部が置かれた高見小学校区をはじめとして、上野小学校・大和小学校および内山小学校区を含んでいた。内山小学校区は1949年（昭和24年）度をもって、名古屋市立今池中学校区に編入されている。
振甫中学校としての独立校舎をもったのは1951年（昭和26年）に至ってのことであった。以降、校地の異動はない。
1961年（昭和36年）には生徒数増加により分校が設置され、翌年名古屋市立若水中学校として分離独立している。この際に学区の一部を名古屋市立千種台中学校に分離している。
1978年（昭和53年）度、振甫地域スポーツセンターが開設され、1980年（昭和55年）度には運動場に照明設備が整備されている。

### 生徒数の変遷
公式サイトによると、生徒数の変遷は以下の通りである。
| 1947年（昭和22年） | 375人  |  |
| 1957年（昭和32年） | 1796人 |  |
| 1967年（昭和42年） | 1101人 |  |
| 1977年（昭和52年） | 964人  |  |
| 1987年（昭和62年） | 1010人 |  |
| 1997年（平成9年）  | 666人  |  |
| 2007年（平成19年） | 522人  |  |

## 通学区域
所管する名古屋市教育委員会は、2018年（平成30年）9月1日現在、名古屋市立大和小学校区および名古屋市立上野小学校区を通学区域として指定している。

## 交通アクセス
- 名古屋市営地下鉄東山線・桜通線「今池駅」より徒歩約20分[WEB 3]
- 基幹バス「古出来町」バス停より徒歩約5分[WEB 3]

## 著名な出身者
- 菊川剛 - 1956年卒、オリンパス光学工業の社長[WEB 4]
- 小澤竜己 - 2003年卒、サッカー選手[3]
- 三上悠亜 - 2009年卒、タレント
- 河本雅崇 - 2020年卒、陸上選手（北海道インターハイ陸上男子ハンマー投げ8位入賞）

### WEB
1. 1 2 3 4 5 6 7  “沿革概要”.   名古屋市立振甫中学校. 2019年1月15日閲覧。
2. ↑  名古屋市教育委員会事務局総務部教育環境計画室計画係 (2018年4月1日). “名古屋市立中学校区一覧（小→中）” (PDF).   名古屋市. 2019年1月15日閲覧。
3. 1 2  “所在地”.   名古屋市立振甫中学校. 2019年1月15日閲覧。
4. ↑  “菊川剛　オリンパス”.   企業家人物事典 (2007年10月9日). 2016年3月13日時点のオリジナルよりアーカイブ。2019年1月15日閲覧。

### 書籍
1. 1 2 3  千種区制施行50周年記念事業実行委員会 1987, p. 409.
2. ↑  名古屋市教育委員会スポーツ振興課 1985, p. 5.
3. ↑  毎日新聞社 2007, p. 55.